# Like Mike
Like Mike is een Amerikaanse film uit 2002 onder regie van John Schultz. 

## Verhaal
Calvin Cambridge, een wees, vindt een paar sportschoenen met de bijna weggevaagde initialen 'M.J.' erop, die werden gedragen door Michael Jordan. Calvin probeert de schoenen en er gebeurt een mirakel; hij krijgt het talent van een basketballer in de NBA. Calvin komt terecht bij het (fictieve) team Los Angeles Knights in de NBA en groeit uit tot een superster.

## Rolverdeling
- Lil' Bow Wow - Calvin Cambridge
- Morris Chestnut - Tracy Reynolds
- Jonathan Lipnicki - Murph
- Brenda Song - Reg Stevens
- Eugene Levy - Frank Bernard
- Crispin Glover - Stan Bittleman
- Jesse Plemons - Ox
- Robert Forster - Coach Wagner

## Cameo's
De film bevat cameo's van verschillende basketballers die destijds daadwerkelijk in de NBA speelden, zoals Vince Carter, Michael Finley, Allen Iverson, Jason Kidd, Alonzo Mourning, Tracy McGrady, Steve Nash, Dirk Nowitzki, Gary Payton, Jason Richardson, David Robinson, Rasheed Wallace en Chris Webber.